# Bec-en-ciseaux
Rynchops
Sous-famille
Genre

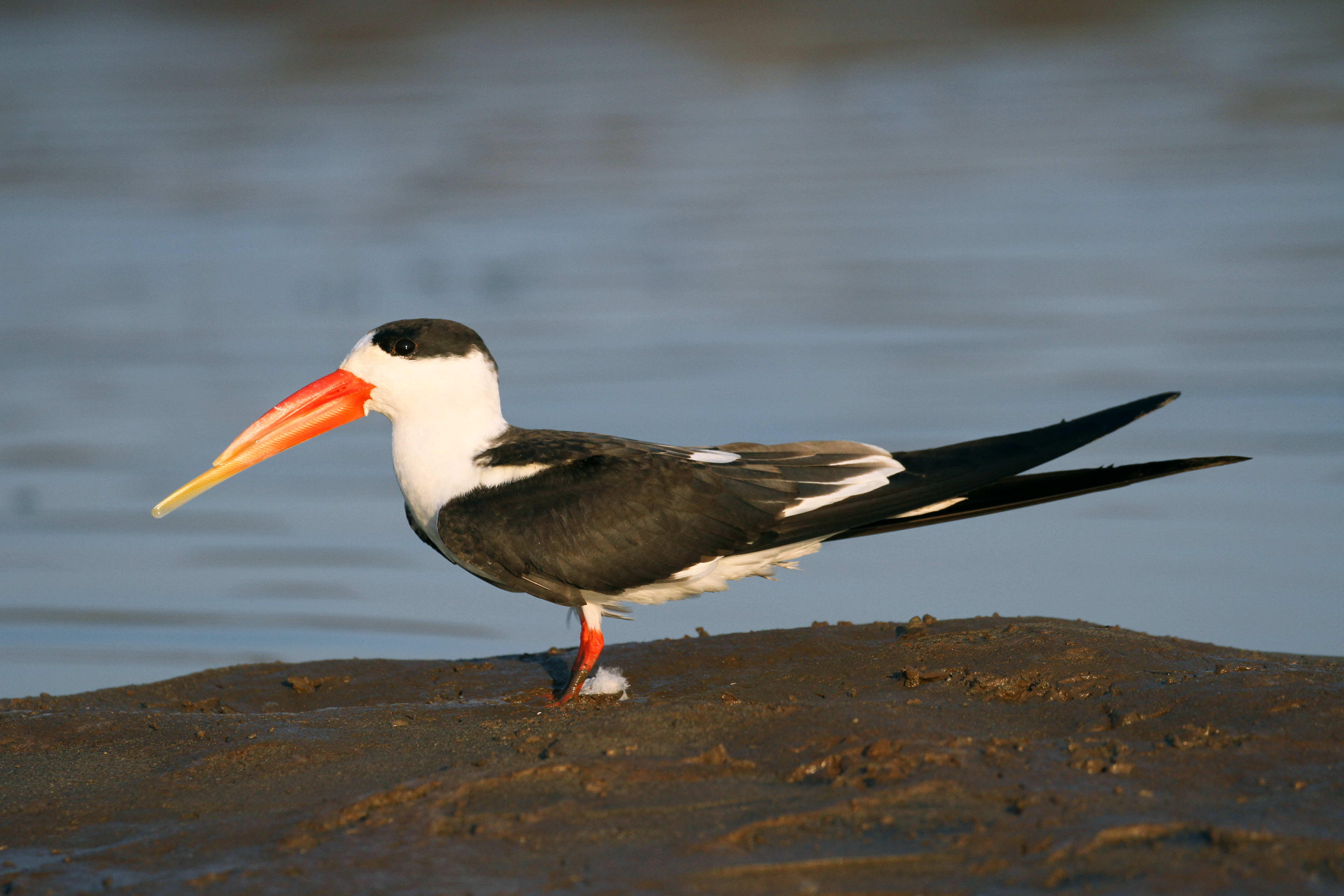
Rynchops albicollis

Rynchops est un genre d'oiseaux de la famille des Laridae. Ils ont pour nom normalisé bec-en-ciseaux.
Dans certaines classifications scientifiques (Handbook of the Birds of the World, Clements), ce genre est placé dans sa propre famille, celle des Rynchopidae. Mais selon d'autres (Howard & Moore, COI), elle ne constitue qu'une sous-famille, les Rynchopinae, intégrée au sein de la famille des Laridae. Si cette sous-famille était élevée au rang de famille, cela rendrait la famille des Laridae paraphylétique.

## Description

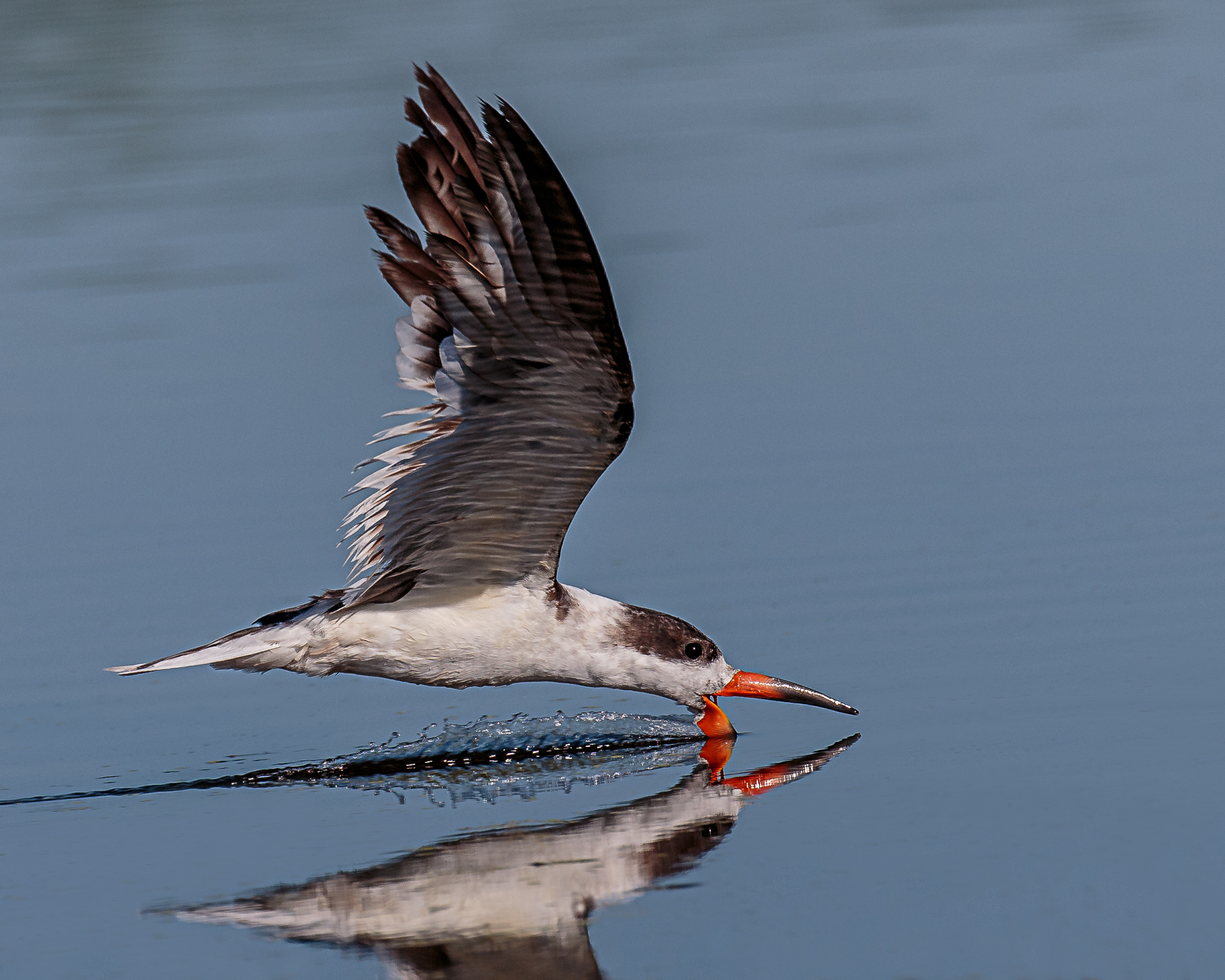
Un bec-en-ciseaux noir en chasse.

Les becs-en-ciseaux sont des oiseaux aquatiques de taille moyenne (de 36 à 46 cm), aux longues ailes pointues et courtes pattes. Leur mode de pêche est plutôt aérien. Ils ont un bec à la structure unique, la mandibule inférieure étant très étroite et plus longue que la supérieure, ce qui leur permet d'attraper les poissons de surface en n'entrant que la mandibule inférieure dans l'eau sans perdre de vitesse.

## Habitats et répartition
Ils fréquentent toutes les régions tropicales, avec des extensions dans les zones subtropicales, voire tempérées. On les trouve sur les grands cours d'eau et autres surfaces aquatiques, principalement à l'intérieur des terres.

## Espèces
D'après la classification de référence (version 14.1, 2024) de l'Union internationale des ornithologues, il y a 3 espèces du genre Rhynchops (ordre philogénique) :
- Rynchops flavirostris Vieillot, 1816 – Bec-en-ciseaux d'Afrique ;
- Rynchops albicollis Swainson, 1838 – Bec-en-ciseaux à collier ;
- Rynchops niger Linnaeus, 1758 – Bec-en-ciseaux noir.

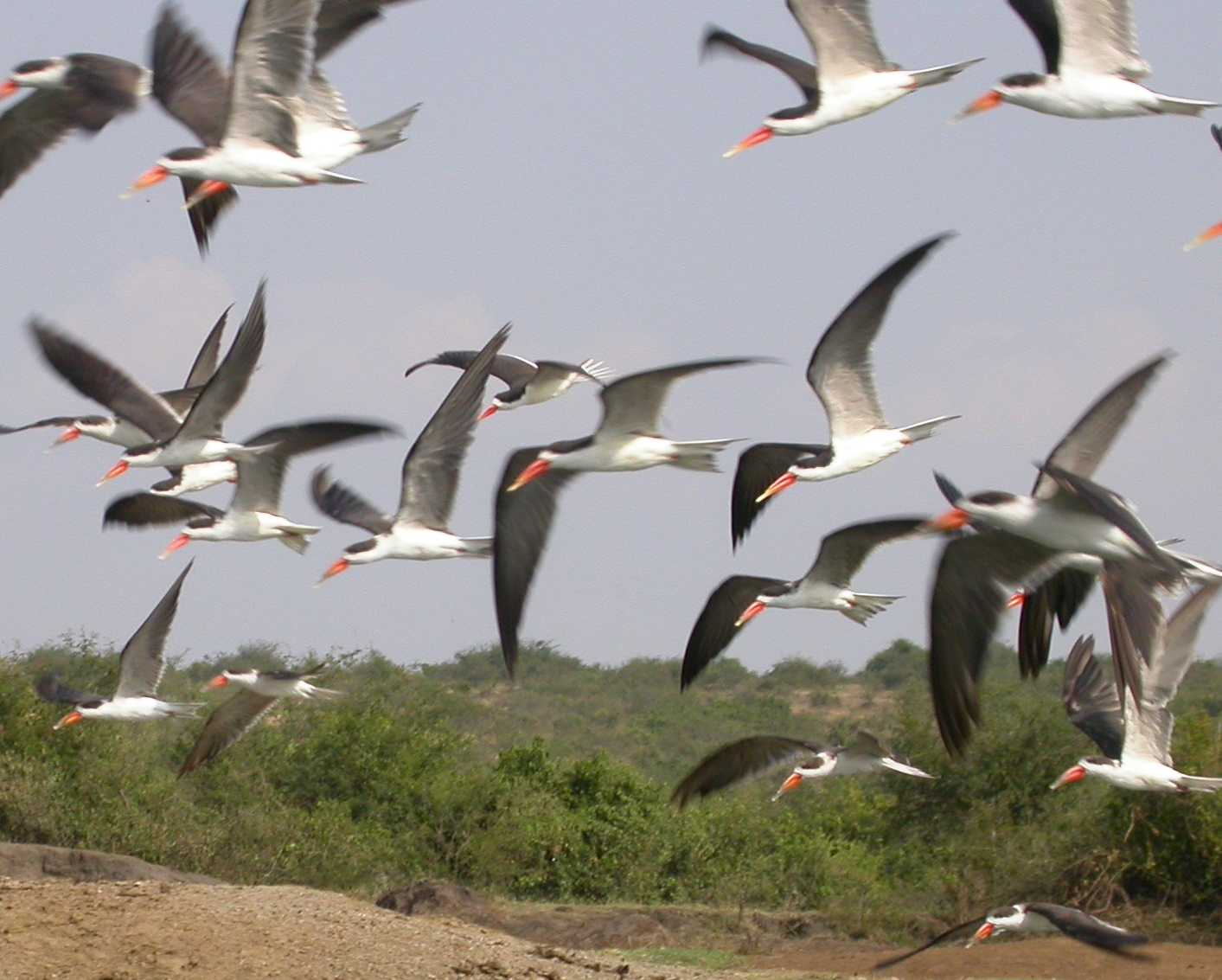
Becs-en-ciseaux d'Afrique (Rynchops flavirostris) en Ouganda

Ces trois espèces sont les seuls oiseaux à posséder un bec dont la mandibule inférieure est plus longue que la supérieure. Cette adaptation remarquable leur permet de pêcher d'une manière unique, en volant bas et rapidement au-dessus des cours d'eau. Leur mandibule inférieure effleure ou tranche la surface de l'eau, prête à fermer d'un coup sec sur tout petit poisson incapable de s'échapper. Les Rynchops sont parfois inclus dans la famille des mouettes Laridae. D'autres taxinomies les considèrent comme un groupe frère des sternes. Le bec-en-ciseaux noir a une adaptation supplémentaire et est la seule espèce d'oiseau connue à avoir des pupilles en forme de fente. Leur bec se situe dans leur champ de vision binoculaire, ce qui leur permet de positionner soigneusement leur bec et de capturer leur proie. Ils sont agiles en vol et se rassemblent en grandes nuées le long des rivières et des bancs de sable côtiers,.
Ce sont des espèces tropicales et subtropicales qui pondent 3-6 œufs sur les plages de sable. La femelle couve les œufs. En raison de l'habitat de nidification restreint de ces espèces, les trois espèces sont vulnérables aux perturbations sur leurs sites de nidification. Une espèce indienne de bec-en-ciseaux est considérée comme vulnérable par l'UICN notamment en raison de la destruction et la dégradation des lacs et des rivières qu'elle utilise pour se nourrir.